# زمین‌لرزه ۱۹۹۷ شیلی

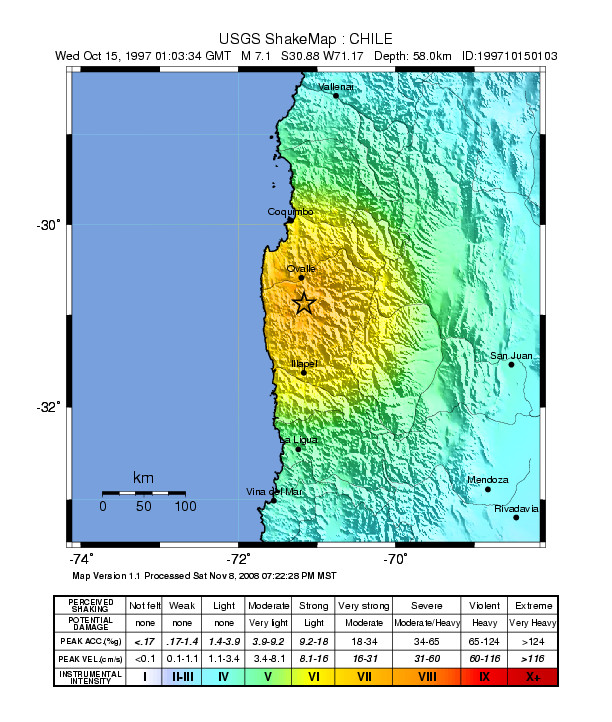
نقشه زمین لرزه 15 اکتبر 1997 در شیلی (مرکز زمین لرزه با ستاره مشخص شده است)

زمین‌لرزه شیلی در تاریخ ۱۵ اکتبر ۱۹۹۷ میلادی، برابر با ‎۲۳ مهر ۱۳۷۶، ساعت ۱:۰۳:۳۳ به زمان یوتی‌سی در شیلی رخ داد. ژرفای این زلزله ۶۲٫۳ کیلومتر بود، و بزرگی آن ۷٫۱ در مقیاس Mw اعلام شده است. زمین‌لرزه به وقت محلی در روز سه‌شنبه، ساعت ۲۱ روی داده و منطقه زمانی آن یوتی‌سی -۴ بوده است (با لحاظ تغییر ساعت تابستانی).
سازمان زمین‌شناسی آمریکا نیز رومرکز این زمین‌لرزه را در مختصات ۳۰°۵۵′۵۹″جنوبی ۷۱°۱۳′۱۲″غربی / ۳۰٫۹۳۳°جنوبی ۷۱٫۲۲°غربی و ژرفای آن را در ۵۸ کیلومتر گزارش کرده است. بزرگی برگزیدهٔ این سازمان از میان بزرگی‌های محاسبه‌شدهٔ مختلف ۷٫۱ در مقیاس Mw بوده و از دید اثر، در میان چهار دسته‌بندی «نامحسوس»، «محسوس»، «زیان‌آور» یا «با تلفات»، زلزله را «با تلفات» اعلام کرده است. ۵۰۰۰ ساختمان در زمین‌لرزه خراب شده است. رانش زمین در آن به وجود آمده است.
پروژهٔ «تنسور گشتاور مرکزوار» زاویه‌های (راستا، شیب، ریک) گسل سازندهٔ زمین‌لرزه و صفحه عمود بر آن را (°۳۱۵، °۱۲، °۱۲۸-) یا (°۱۷۳، °۸۰، °۸۳-) و نوع گسل را«عادی» فرا رسانده است.
شمار کشتگان زلزله حدود ۷ نفر بوده است. تعداد زخمیان ۳۰۰ نفر برآورده شده است. بی‌خانمان شدگان نیز ۱۳۰۰۰ نفر اعلام شده است.